# Steve Mahre
Steven Irving Mahre detto Steve (Yakima, 10 maggio 1957) è un ex sciatore alpino statunitense, campione del mondo nello slalom gigante a Schladming 1982.

## Biografia
Nato a Yakima, è fratello gemello di Phil, a sua volta sciatore alpino di alto livello.

### Carriera sciistica

#### Stagioni 1976-1982
Specialista delle prove tecniche, Mahre ottenne il primo risultato di rilievo in Coppa del Mondo il 27 gennaio 1976, giungendo 9º nello slalom gigante disputato a Zwiesel; nel febbraio successivo partecipò ai XII Giochi olimpici invernali di Innsbruck 1976, sua prima presenza olimpica, piazzandosi 13º nello slalom gigante, e poco più tardi, il 7 marzo a Copper Mountain, colse in slalom speciale il primo podio in Coppa del Mondo (2º). Ai Mondiali di Garmisch-Partenkirchen 1978 si classificò 8º nello slalom speciale e il 4 marzo dello stesso anno a Stratton Mountain conquistò il primo successo in Coppa del Mondo, nella medesima specialità. Due anni dopo ai XIII Giochi olimpici invernali di Lake Placid 1980 si classificò 15º nello slalom gigante e non completò lo slalom speciale.
Nella stagione 1980-1981 in Coppa del Mondo ottenne cinque podi con una vittoria, l'11 gennaio sull'impegnativo tracciato Gudiberg di Garmisch-Partenkirchen; fu 4º nella classifica generale vinta dal fratello Phil e 3º in quella di slalom speciale. L'anno dopo vinse la medaglia d'oro nello slalom gigante ai Mondiali di Schladming 1982, battendo il fuoriclasse svedese Ingemar Stenmark; in Coppa del Mondo quell'anno i suoi podi furono sette, con cinque vittorie (tra le quali quelle in classiche dello sci alpino come gli slalom speciali del Canalone Miramonti di Madonna di Campiglio e della Gudiberg di Garmisch-Partenkirchen e la combinata dell'Arlberg-Kandahar, sempre a Garmisch-Partenkirchen); risultò 3º sia nella classifica generale, sia in quella di slalom speciale.

#### Stagioni 1983-1984
Nella stagione 1982-1983 in Coppa del Mondo salì sul podio tre volte, con due vittorie: tra queste figurò il nono e ultimo successo di Mahre nel circuito, il 6 febbraio nello slalom speciale di Sankt Anton am Arlberg. L'anno dopo in Coppa del Mondo colse l'ultimo podio della sua carriera, il 13 dicembre a Courmayeur in slalom speciale; una decima vittoria di Mahre, ottenuta a Parpan il 16 gennaio, fu revocata a causa di uno scambio di pettorale con il gemello Phil, giudicato fraudolento dalla giuria nonostante le testimonianze favorevoli ai fratelli rese dai loro avversari in gara.
Ai XIV Giochi olimpici invernali di Sarajevo 1984, sua ultima presenza olimpica, vinse la medaglia d'argento nello slalom speciale dietro a Phil; fu inoltre 17º nello slalom gigante. Si ritirò assieme al fratello al termine di quella stessa stagione (l'ultima sua gara fu lo slalom gigante di Coppa del Mondo disputato a Vail il 7 marzo e chiuso al 9º posto); contribuì alla loro precoce decisione (avevano 27 anni) anche l'amarezza provata per la squalifica di Parpan e per la campagna stampa denigratoria che ne seguì, nonostante la solidarietà manifestata dai colleghi.

### Altre attività
Dopo il ritiro si dedicò assieme a Phil all'automobilismo; in seguito i fratelli Mahre divennero titolari di un centro di allenamento a Park City, nello Utah.

## Palmarès

### Olimpiadi
- 1 medaglia:
  - 1 argento (slalom speciale a Sarajevo 1984)

### Mondiali
- 1 medaglia:
  - 1 oro (slalom gigante a Schladming 1982)

### Coppa del Mondo
- Miglior piazzamento in classifica generale: 3º nel 1982
- 21 podi:
  - 9 vittorie (2 in slalom gigante, 6 in slalom speciale, 1 in combinata)
  - 5 secondi posti
  - 7 terzi posti

#### Coppa del Mondo - vittorie
| Data             | Località               | Paese          | Specialità |
| ---------------- | ---------------------- | -------------- | ---------- |
| 4 marzo 1978     | Stratton Mountain      | Stati Uniti    | SL         |
| 11 gennaio 1981  | Garmisch-Partenkirchen | Germania Ovest | SL         |
| 14 dicembre 1981 | Cortina d'Ampezzo      | Italia         | SL         |
| 14 febbraio 1982 | Garmisch-Partenkirchen | Germania Ovest | KB         |
| 14 febbraio 1982 | Garmisch-Partenkirchen | Germania Ovest | SL         |
| 13 marzo 1982    | Jasná                  | Cecoslovacchia | GS         |
| 17 marzo 1982    | Bad Kleinkirchheim     | Austria        | GS         |
| 4 gennaio 1983   | Parpan                 | Svizzera       | SL         |
| 6 febbraio 1983  | Sankt Anton am Arlberg | Austria        | SL         |

Legenda:

GS = slalom gigante

SL = slalom speciale

KB = combinata

### Can-Am Cup
- Vincitore della classifica di slalom gigante nel 1974
- Vincitore della classifica di slalom speciale nel 1974[senza fonte]

### Campionati statunitensi
- 5 ori (slalom speciale nel 1975; slalom speciale nel 1980; slalom speciale nel 1981; slalom gigante, slalom speciale nel 1984)[3]